# Archidiocèse de Durban
L'archidiocèse métropolitain de Durban est l'un des quatre archidiocèses de l'Église catholique en Afrique du Sud (en) ; il est situé dans le sud-est du pays. Son siège est à Durban, la deuxième ville de l'Afrique du Sud par le nombre d'habitants, située dans la province du KwaZulu-Natal. 
Les diocèses suffragants sont basés à Dundee (en), Eshowe (en), Kokstad (en), Mariannhill (en), Mthatha et Umzimkulu (en). Il a été érigé en archidiocèse le 11 janvier 1951, à partir du vicariat apostolique du Natal. 
L'archevêque actuel est Mandla Siegfried Jwara, qui a pour évêque auxiliaire Elias Kwenzakufani Zondi.

## Historique
Le vicariat apostolique du Natal est établi en 1850 à partir de territoires du vicariat apostolique du district oriental du Cap de Bonne-Espérance. 
De 1879 à 1923, le vicariat apostolique perd une partie de son territoire pour former d'autres juridictions voisines : mission sui juris du Zambèze, vicariat apostolique de l'État libre d'Orange, préfecture apostolique du Transvaal, préfecture apostolique de Zululand, vicariat apostolique de Mariannhill, préfecture apostolique du Swaziland et vicariat apostolique d'Eshowe.
En 1951, le vicariat est promu archidiocèse métropolitain. Ses suffragants sont alors les diocèses d'Eshowe, de Kokstad, de Mariannhill et de Mthatha, auxquels s'ajoutent le diocèse d'Umzimkulu en 1954. 
En 1958, l'archidiocèse perd une partie de son territoire pour former la préfecture apostolique de Volksrust, qui devient en 1982 suffragant de l'archidiocèse de Durban en tant que diocèse de Dundee.

## Ordinaires

### Vicaires apostoliques du Natal
- Jean-François Allard, O.M.I. (31 janvier 1851 - 11 juin 1874)
- Charles-Constant Jolivet, O.M.I. (15 septembre 1874 - 15 septembre 1903)
- Henri Delalle, O.M.I. (19 décembre 1903 - 4 avril 1946)
- Denis Hurley, O.M.I. (12 décembre 1946 - 11 janvier 1951), nommé archevêque de Durban

### Archevêques de Durban
- Denis Hurley, O.M.I. (11 janvier 1951 - 29 mai 1992)
- Wilfrid Fox Napier, O.F.M. (29 mai 1992 - 9 juin 2021), cardinal depuis 2001
  - Abel Doctor Gabuza, O.M.I., archevêque coadjuteur (9 décembre 2018 - 17 janvier 2021), décédé
  - Wilfrid Fox Napier, O.F.M., administrateur apostolique (9 juin 2021 - 8 août 2021)
- Siegfried Mandla Jwara, C.M.M. (depuis le 9 juin 2021)

### Évêques auxiliaires
- Dominic Joseph Chwane Khumalo, O.M.I. (27 février 1978 - 2 mars 1999)
- Jabulani Adatus Nxumalo, O.M.I. (8 juillet 2002 - 10 octobre 2005), nommé archevêque de Bloemfontein
- Barry Wood, O.M.I. (10 octobre 2005 - 2 mai 2017)
- Elias Kwenzakufani Zondi (depuis le 9 mars 2023)